# Karel Angermille
Karel Lodewijk Angermille (Antwerpen, 27 oktober 1873 - aldaar, 14 november 1938) was een Belgisch auteur, journalist en politicus.

## Levensloop
Angermille geldt als een van de pioniers van de Vlaamse Opera. Tevens was hij secretaris van de Vlaamsche Wacht, vanuit deze hoedanigheid ijverde hij omstreeks 1910 voor het wetsvoorstel-Coremans betreffende het gebruik van het Nederlands in het vrij secundair onderwijs. Daarnaast was hij betrokken bij de tijdschriften De Sater, De Week en De Vrije Pen.
Tijdens de Eerste Wereldoorlog werd hij actief in het activistisch milieu als lid van het Vlaamsch Verbond en schreef hij onder meer voor het tijdschrift Het Vlaamsche Nieuws. Tevens was hij betrokken bij Volksopbeuring en secretaris van Kolenverdeeling voor Vlaanderen. Na de oorlog verhuisde hij naar Nederland om vervolging te voorkomen. Omstreeks 1920 werd hij veroordeeld tot twintig jaar en een schadevergoeding van 200.000 Belgische frank.
In 1929 keerde hij naar België terug en werd hij actief in het Vlaamsche Front. Kort daarop werd hij secretaris van deze partij en redactiesecretaris van de Vlaams-nationalische krant De Schelde. In 1936 verliet hij de partij uit onvrede met de gevolgde koers en de toenadering tussen deze partij en het Vlaamsch Nationaal Verbond (VNV). Vervolgens werd hij actief in het Radikaal Vlaamsch en Antifascistisch Verbond (RVAV), samen met onder meer Leo Augusteyns en Firmin Mortier. Vanaf 1935 tot aan zijn dood was hij actief bij de krant De Dag, waarvan hij medestichter was.
Zijn graf bevond zich op het Schoonselhof, maar werd later geruimd. Het 'portret van Emmanuel Rosseels' door Willem Linnig werd door hem geschonken aan het Letterenhuis te Antwerpen.